# Нгарка-Варкъяха
Нгарка-Варкъяха (устар. Арка-Варх-Яха) — река в России, протекает в Ямало-Ненецком автономном округе. Устье реки находится в 320,1 км по левому берегу реки Пякупур. Длина реки — 41 км. В 17 км от устья справа впадает река Варктаркаяха.

## Данные водного реестра
По данным государственного водного реестра России относится к Нижнеобскому бассейновому округу, водохозяйственный участок реки — Пур. Речной бассейн реки — Пур.